# Hoyuelos
Para las muescas en la cara, véase hoyuelo
Hoyuelos es una localidad del municipio de Santa María la Real de Nieva en la provincia de Segovia, en el territorio de la Campiña Segoviana, en la Comunidad Autónoma de Castilla y León, España. Está a una distancia de 39 km de Segovia, la capital provincial. 
Hasta 1969, cuando se agregó al municipio de Santa María la Real de Nieva, estaba constituido como municipio independiente.
Entre sus monumentos destaca el palacio renacentista del siglo XVI donde se rodó en 1973 El espíritu de la colmena, película dirigida por Víctor Erice y protagonizada por Ana Torrent, Fernando Fernán Gómez, Isabel Tellería, Teresa Gimpera y Laly Soldevila.

## Geografía humana

### Demografía
| Gráfica de evolución demográfica de Hoyuelos entre 1842 y 1960 |
| |
| Población de derecho según los censos de población del INE Población de hecho según los censos de población del INEEn estos censos se denominaba Oyuelos: 1842 y 1857 Entre el censo de 1970 y el anterior, este municipio desaparece porque se integra en el municipio 40185 (Santa María la Real de Nieva) |

| 350           | 79 | 71 | 66 | 73 | 69 | 63 | 59 | 50 | 47 | 47 | 35 |
| (Fuente: INE) |    |    |    |    |    |    |    |    |    |    |    |

| Año  | Total | Varones | Mujeres |
| ---- | ----- | ------- | ------- |
| 2000 | 79    | 41      | 38      |
| 2001 | 76    | 40      | 36      |
| 2002 | 71    | 37      | 34      |
| 2003 | 68    | 35      | 33      |
| 2004 | 66    | 37      | 29      |
| 2005 | 68    | 38      | 30      |
| 2006 | 73    | 40      | 33      |
| 2007 | 64    | 33      | 31      |
| 2008 | 69    | 36      | 33      |
| 2009 | 68    | 37      | 31      |
| 2010 | 63    | 35      | 28      |
| 2011 | 62    | 34      | 28      |
| 2012 | 59    | 33      | 26      |
| 2013 | 46    | 28      | 18      |
| 2014 | 50    | 30      | 20      |
| 2015 | 53    | 32      | 21      |
| 2016 | 47    | 28      | 19      |
| 2017 | 45    | 28      | 17      |
| 2018 | 47    | 29      | 18      |
| 2019 | 40    | 25      | 15      |
| 2020 | 35    | 22      | 13      |
| 2021 | 34    | 22      | 12      |

## Personajes ilustres
- Eduardo Esteban Rincón reconocido profesional del mundo de la judicatura, miembro del Tribunal Constitucional desde 2006. En 2008 fue propuesto como fiscal jefe de Madrid, hasta el año 2013 en que regresó de nuevo al Constitucional.